# دقيق لوز

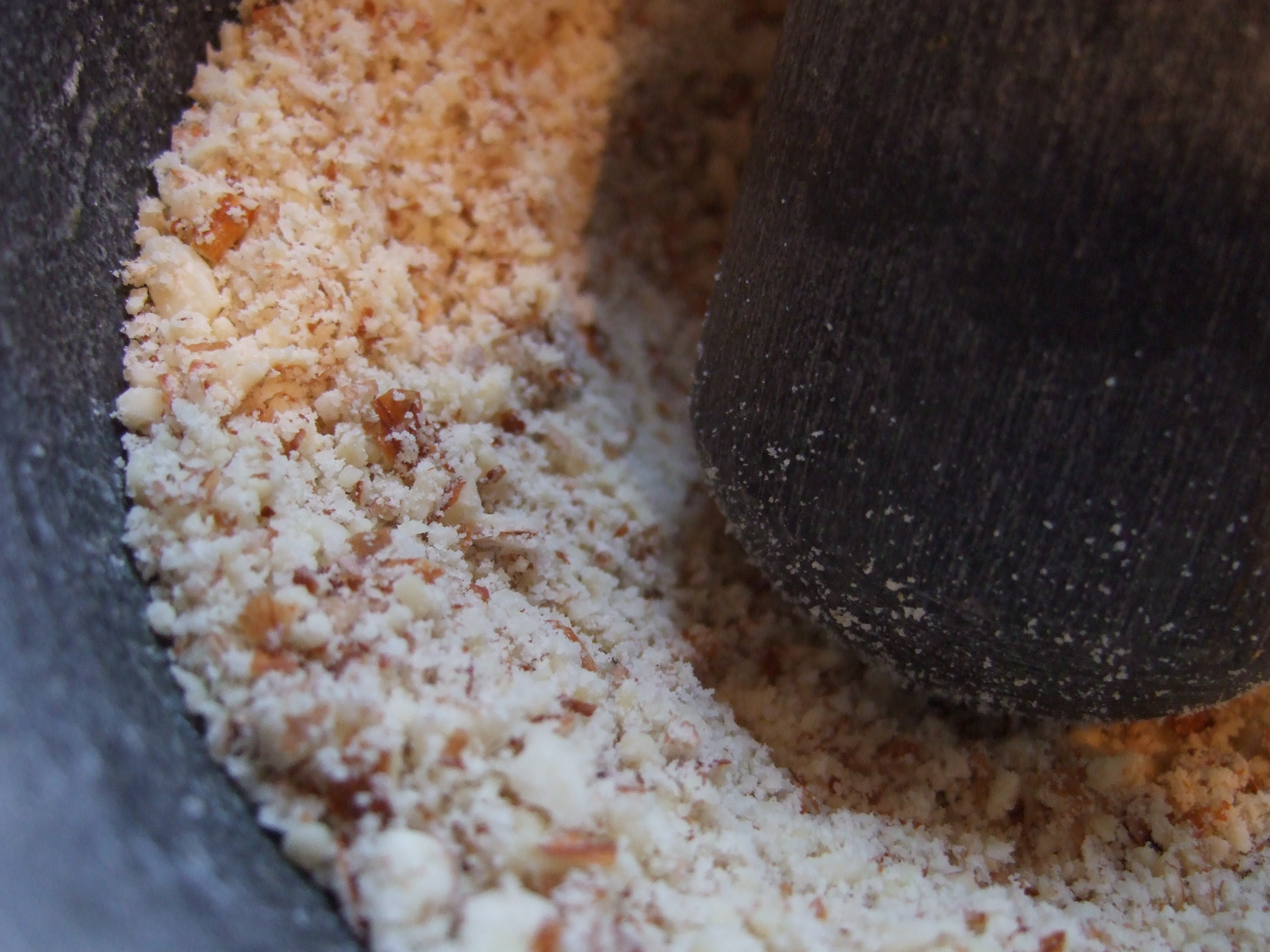
صناعة دقيق اللوز يدويًا

دقيق اللوز أو اللوز المطحون هو دقيق مصنوع من اللوز الحلو المطحون.
يُستخدم هذا الدقيق في صنع المعجنات والحلوى، تحديدًا في صنع حلوى المكرون، والماكارون، وغيرها من المعجنات الحلوة المذاق. كما يُستخدم هذا الدقيق في صنع الكعك، وحشوة الفطائر مثل الزاخا، كما أنه واحد من المكونين الذين يُستخدمان في صنع المرصبان وعجينة اللوز. يُعد دقيق اللوز مكونًا أساسيًا في الفرونجيبان، وهو حشوة كعكة عيد الغطاس التقليدية.
زادت أهمية دقيق اللوزفي المخبوزات  في الآونة الأخيرة بفضل استخدامه في المخبوزات التي يتناولها من يتبع حمية غذائية قليلة الكربوهيدرات. يُكسب هذا الدقيق المخبوزات طراوة وطعم مكسرات غني. عادة ما تكون المخبوزات المصنوعة من زيت اللوز غنية بالسعرات الحرارية. 
عادة ما يحتوي اللوز على نسب مرتفعة من الدهون غير المشبعة المتعددة. يحافظ جدار اللوز الخارجي وفيتامين إي على الأحماض الدهنية أوميجا-6. عند طحن اللوز، يتكسر الجدار الخارجي وتزيد مساحة السطح بشكل كبير للغاية مما يزيد من قابلية تعرض اللوز للأكسدة.